# ميلان سميت
ميلان سميت هو لاعب كرة قدم هولندي، ولد في 13 فبراير 2003.

## وصلات خارجية
- ميلان سميت على موقع قاعدة بيانات كرة القدم.إي يو (الإنجليزية)
- ميلان سميت على موقع Soccerway.com (الإنجليزية)
- ميلان سميت على موقع عالم كرة القدم.نت (الإنجليزية)